# János-hegy
Le János-hegy [ˈjaːnoʃ ˌhɛɟ] est le point culminant de Budapest, en plein cœur des collines de Buda, au sud des monts du Pilis. Situé dans le quartier éponyme de Jánoshegy, il constitue une étape importante du train touristique Gyermekvasút et le point de départ du Libegő. Son sommet est coiffé du belvédère Élisabeth, baptisé du nom d'Élisabeth de Wittelsbach, Sissi.

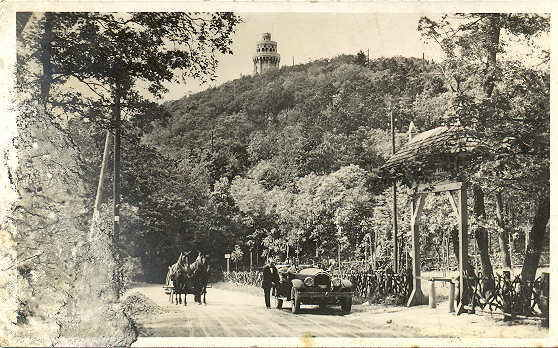
La colline et le belvédère en 1920.